# Behind These Hazel Eyes
Behind These Hazel Eyes er en sang fra albummet Breakaway skrevet i 2005 af sangerinden Kelly Clarkson.
| Musik | Spire Denne musikartikel er en spire som bør udbygges. Du er velkommen til at hjælpe Wikipedia ved at udvide den. |